# Monarda pringlei
Monarda pringlei là một loài thực vật có hoa trong họ Hoa môi. Loài này được Fernald mô tả khoa học đầu tiên năm 1901.